# Levi Roach
Levi Roach (Canada, 30 giugno 1985) è uno storico canadese è un accademico, medievalista e storico dell'Inghilterra anglosassone e del Sacro Romano Impero, specializzato sulla politica e sulla diplomazia dell'epoca.
Da studente, ha frequentato l'Università di Cambridge e l'Università Ruprecht Karl di Heidelberg, in Germania, completando il suo dottorato di ricerca al Trinity College, Cambridge nel 2011. Tra il 2011 e il 2012 ha vinto una borsa di studio presso il St John's College, a Cambridge e, successivamente nel 2012, è diventato docente presso l'Università di Exeter. Dal 2024 è titolare di una cattedra propria in Storia medievale e diplomatica.